# روث شين
روث شين (بالإنجليزية: Ruth Sheen)‏؛ هي ممثلة بريطانية، ولدت في 1952 بلندن في المملكة المتحدة.

## أعمال

### أفلام
- (1996) أسرار وأكاذيب[5]
- (2004) فانيتى فير[6][7]
- (2013) مرحبا بكم في بانش[8]
- (2014) السيد تيرنر[9][10]

## وصلات خارجية
- روث شين على موقع IMDb (الإنجليزية)
- روث شين على موقع ألو سيني (الفرنسية)
- روث شين على موقع أول موفي (الإنجليزية)
- روث شين على موقع قاعدة بيانات الأفلام السويدية (السويدية)
- روث شين على موقع قاعدة بيانات الفيلم (الإنجليزية)
- روث شين على موقع كينوبويسك (الروسية)